# Église San Matteo di Rialto
L'église San Matteo di Rialto (Saint-Matthieu-du-Rialto) fut une église catholique de Venise, en Italie.

## Localisation

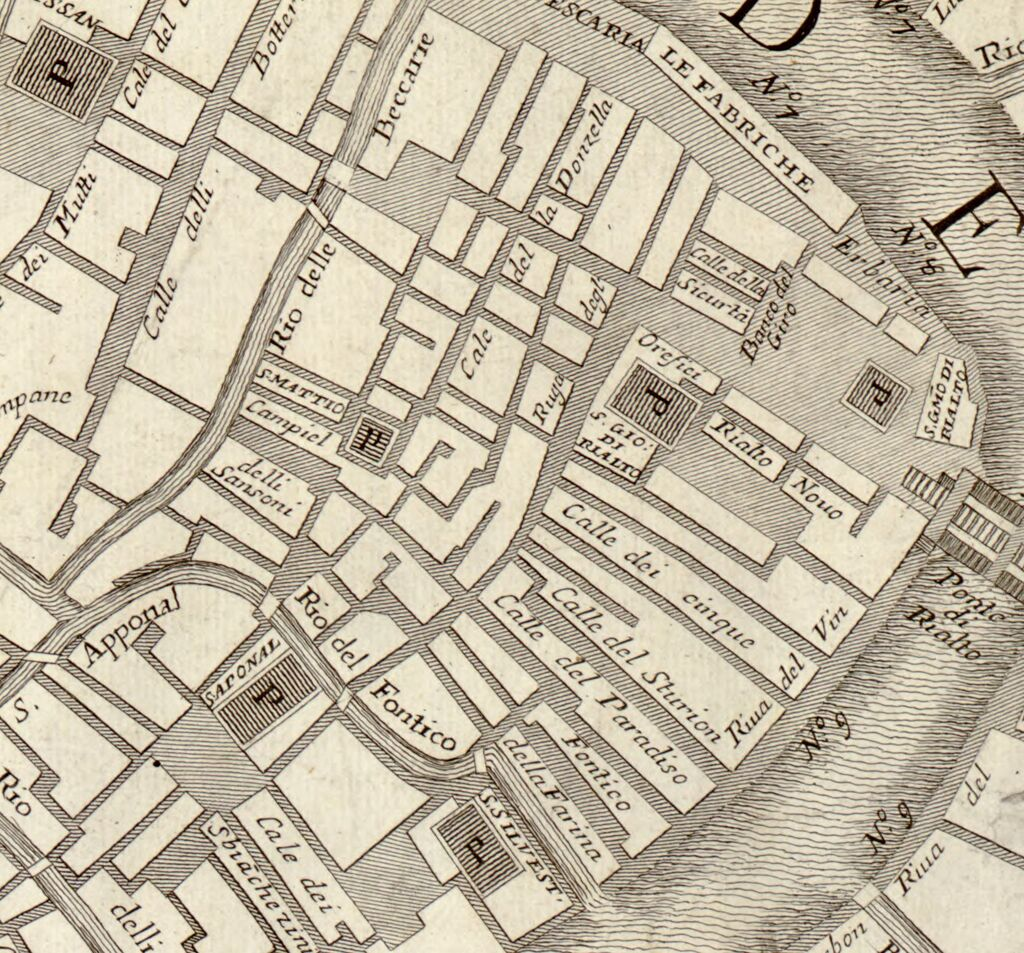
Plan de situation de l'église San Matteo

L'église San Matteo fut située dans le sestiere de San Polo.

## Historique
L'église paroissiale de San Matteo Apostolo et le campielo dei Sansoni fut érigée en 1156 sur un terrain, offert par Leonardo Coronario au patriarche de Grado, mensa dont elle dépendra.
En 1436, la confrérie des Macellai (bouchers) en obtint du pape Eugène IV le patronage et le droit d'en élire les plébans. L'église fut restaurée en 1615, et en 1735 reconstruite. Elle ferma entre 1805 et 1810 et fut démolie en 1818.